# Alexander Wille
Alexander Wille (* 1. April 1973 in Celle) ist ein deutscher Politiker (CDU). Seit 2022 ist er Abgeordneter des Niedersächsischen Landtags.

## Leben
Wille wuchs in Celle auf, bis zu seinem vierten Lebensjahr im Ortsteil Blumlage, anschließend im Ortsteil Altencelle. Nach dem Schulbesuch absolvierte er Zivildienst, Berufsausbildung und Studium. Er ist geschäftsführender Gesellschafter eines mittelständischen Unternehmens im öffentlichen Gesundheitswesen in Hannover.
Wille ist verheiratet und lebt im Celler Ortsteil Altencelle.

## Politik
Wille trat im Alter von 14 Jahren in die Junge Union ein. Später trat er auch der CDU bei. Von 2011 bis 2022 war er Vorsitzender des Celler CDU-Stadtverbands. Seit 2016 ist er Mitglied des Stadtrats von Celle und seit 2020 Vorsitzender der dortigen CDU-Fraktion. Seit 2016 ist er beratendes Mitglied in den Ortsräten Altencelle und Blumlage-Altstadt. Er ist zudem seit 2016 Mitglied des Kreistags des Landkreises Celle.
Bei der Landtagswahl in Niedersachsen 2022 zog Wille über das Direktmandat im Wahlkreis Celle in den Niedersächsischen Landtag ein.